# Ирландская картофельная конфета
Ирландская картофельная конфета (англ. Irish potato candy) — традиционная конфета из Филадельфии, штат Пенсильвания. Несмотря на свое название, эти конфеты не из Ирландии и обычно не содержат картофеля. Были изобретены ирландскими иммигрантами в Филадельфии — кондитерской столице начала XX века, примерно в 1800-х или начале 1900-х годов, когда город переживал приток ирландских иммигрантов.
Внутри конфеты кокосовый крем (обычно из смеси кокоса, сахарной пудры, ванили и сливочного масла, сливок или сливочного сыра), а снаружи обваляны в корице, в результате чего по внешнему виду напоминают маленькие картофелины. Эти сладости размером с большой шарик особенно популярны в День Святого Патрика. Конфеты изготавливаются в домашних условиях, а также предприятиями пищевой промышленности в коммерческих целях.

## Варианты
В то время как коммерческие кондитерские изделия обычно основаны на кокосовом креме, существуют рецепты ирландских картофельных конфет на основе картофеля. В этих рецептах вареный или печеный картофель разминают без добавления жидкости, а сахарную пудру добавляют постепенно. Кокос и ваниль добавляют, пока смесь еще мягкая, чтобы облегчить смешивание, а дополнительный сахарную пудру добавляют до тех пор, пока не будет достигнута консистенция, которая позволит скатать небольшие шарики. Конфеты оставляют сохнуть на пару часов, а затем обваливают в корице, чтобы получить вид картофеля. Сушка конфет перед обваливанием в корице не дает корице потемнеть.
Корицу можно заменить порошком какао для получения слегка более темного картофеля без корицы. Кокос можно не добавлять, или конфеты можно окунуть в шоколад. Картофель и сахарная пудра создают основу для экспериментов с другими вкусами, такими как мята.